# Латынины
Латынины — дворянский род.
Николай Латынин в службу вступил в 1758 году. 3.12.1791 произведен Надворным Советником, и находясь в сем чине, 25.08.1796 пожалован на дворянское достоинство Дипломом, с коего копия хранится в Герольдии.

## Описание герба
В щите голубого цвета, перерезанном перпендикулярно серебряною полосою, в правой части изображены
две пятиконечных золотых Звезды, одна вверху, а другая внизу; в левой части липовая Ветвь, с сидящею
на ней золотою Пчелою.
Щит увенчан дворянскими шлемом и короной. Нашлемник: три страусовых пера. Намёт на щите голубой, подложенный серебром. Герб Латынина внесён в Часть 1 Общего гербовника дворянских родов Всероссийской империи, стр. 150.